# Barbitúric
Els barbitúrics són una sèrie de somnífers derivats de l'àcid barbitúric. És un fàrmac que actua com a depressor del sistema nerviós central i, per tant, té un ventall d'intensitats diferents, des dels que s'usen per a sedacions suaus, als anestèsics o fins a la mort. Es poden utilitzar a l'àmbit mèdico-farmacèutic (són efectius com ansiolítics, hipnòtics i anti-convulsius) o com a droga (perquè tenen potencial per crear addicció física i psicològica i sobredosi).
A l'àmbit mèdic han sigut reemplaçats per benzodiazepines i anàlegs de les benzodiazepines, especialment pel tractament de l'ansietat i l'insomni, ja que tenen uns riscos d'addicció i sobredosi considerablement inferiors. A més, no existeix un fàrmac que sigui antídot de la sobredosi per barbitúric. Tot i això, els barbitúrics encara s'utilitzen amb aquestes finalitats: anestèsia general, com a tractament d'epilèpsia, de migranyes agudes o de cefalàlgia de Horton, eutanàsia, pena de mort allà on és permesa i suïcidi assistit.
Alguns dels barbitúrics que tenen el temps de vida mitjana més curta són el tiopental (Penthotal®) i el metohexital. El metohexital no ha estat mai comercialitzat a Espanya, produeix més irritació local, moviments excitatoris i mioclònies, i el seu temps de vida mitjana és més curt per un major aclariment plasmàtic. El propofol és el de menor temps de vida mitjana, cosa per la qual s'usa com a anestèsia general.